# VH1 Classic UK
VH1 Classic UK – cyfrowy kanał telewizyjny dostępny w Wielkiej Brytanii i w innych krajach Europy. Kanał uruchomiony był najpierw na rynek brytyjski i rozpoczął emisję 1 lipca 1999 roku jako MTV Classic UK. W grudniu 2005 roku została oddzielona wersja dla reszty Europy VH1 Classic Europe.
Natomiast VH1 Classic UK przestał istnieć 1 marca 2010 roku. Został zastąpiony nowym kanałem MTV Classic (UK).